# 戈尔内 (罗斯托夫州)
戈尔内（羅馬化：Gornyy）是俄罗斯罗斯托夫州的市级镇、红苏林区第三大聚居地，地处罗斯托夫州西部，位于区行政中心红苏林东南、州府顿河畔罗斯托夫东北方，附近城市有红苏林、沙赫特、新沙赫京斯克。M4公路（顿河公路）从该镇西侧经过。
该地2022年人口有2,313人；2010年人口2,408；2002年人口2,720；1989年人口2,709。